# Mileewa mulo
Mileewa mulo är en insektsart som beskrevs av Rauno E. Linnavuori 1979. Mileewa mulo ingår i släktet Mileewa och familjen dvärgstritar. Inga underarter finns listade i Catalogue of Life.